# David S. Creamer

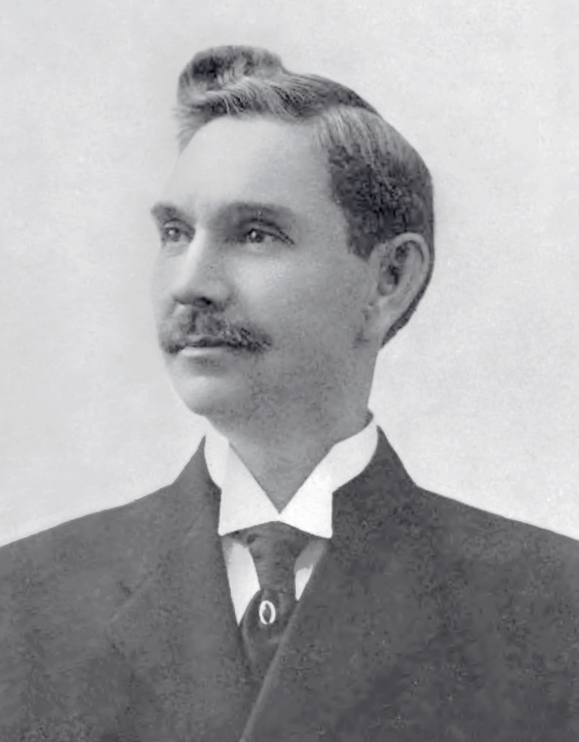
David S. Creamer

David Staley Creamer (* 3. September 1858 im Belmont County, Ohio; † 17. November 1946 in Columbus, Ohio) war ein US-amerikanischer Politiker (Demokratische Partei). Er war von 1909 bis 1913 Treasurer of State von Ohio.

## Politische Laufbahn
Einer seiner Vorbilder in der Kindheit war Ross J. Alexander. Die erste politische Erfahrung machte Creamer während der Kandidatur von Alexander für einen Sitz im Kongress. Er führte dabei einen Pferdeschlitten, wo drinnen Wähler saßen. Die frühe politische Laufbahn von Creamer begann mit seiner Wahl zum Schuldirektor. Dann war er als Township Clerk in Mead Township (Belmont County) tätig. Creamer saß im Township Democratic Committee. Er war auch drei Jahre lang als Manager der Belmont Agricultural Association tätig. 1892 nahm er den Posten als Recorder vom Belmont County an, ein Amt, welches viele Leute für unausführbar ansahen. Er leistete eine gute Arbeit und wurde 1894 wiedergewählt. Am 1. Juni 1906 nahm er die Ernennung zum State Fire Marshall an. Seine Amtszeit fiel in die erste Hälfte der Regierungszeit von dem damaligen Gouverneur von Ohio John M. Pattison. Die Demokratische Partei nominierte Creamer im April 1908 für das Amt des Treasurer of State von Ohio. Der einzige andere demokratische Kandidat auf der Wahlliste war der damalige Gouverneur von Ohio Judson Harmon. Creamer wurde dann in der folgenden Wahl 1909 zum Treasurer of State gewählt und 1911 wiedergewählt. Er bekleidete den Posten zwischen Januar 1909 und Januar 1913. Der Gouverneur von Ohio Frank B. Willis berief ungefähr zwei Jahre später, im März 1915, Creamer in das Ohio State Board of Administration. Diese Behörde war für 22 staatliche Institutionen von Ohio zuständig. Nach dem Ende seiner politischen Laufbahn lebte Creamer in Columbus (Ohio), wo er im Immobiliengeschäft tätig war und 1930 zum City Treasurer gewählt wurde.

## Privatleben
David Staley Creamer, Sohn von Amanda Masters (1835–1867) und David Jackson Creamer (1829–1911), wurde ungefähr drei Jahre vor dem Ausbruch des Bürgerkrieges auf dem Familiengehöft in Key (Ohio) geboren. Sein Großvater, der ursprüngliche David Creamer (1777–1865), erwarb das Gehöft. Er ließ sich 1815 im Belmont County nieder und zählte zu den ersten Siedlern dort. David Staley Creamer hatte einen älteren Bruder, Zadock, und zwei jüngere Schwestern, Emma und Carrie. Creamer verlor seine Mutter, als er gerade acht Jahre alt war. Danach heiratete sein Vater 1869 Margaret Haines.
David Staley Creamer heiratete am 16. Oktober 1890 Gertrude Rebecca Fowler (1874–1944) in Bellaire (Ohio). Das Paar hatte vier Kinder: Lorena Verdell, Effie Marie, David Harold und Genevieve Fowler. Eines von den sechs Enkelkindern war Kenneth D. McClure (1921–2000), der spätere Bürgermeister von Bexley (Ohio). Creamer lebte den Rest seines Lebens in Columbus (Ohio), wo er 1946 im Alter von 88 Jahren verstarb. Er wurde dann im Familiengrab auf dem Union Cemetery in St. Clairsville (Ohio) beigesetzt.